# Nososticta plagiata
Nososticta plagiata är en trollsländeart som först beskrevs av Selys 1886.  Nososticta plagiata ingår i släktet Nososticta och familjen Protoneuridae. IUCN kategoriserar arten globalt som livskraftig. Inga underarter finns listade i Catalogue of Life.